# Grankullavik
Grankullavik är en by vid Grankullaviken på Ölands nordspets, i Böda socken och Borgholms kommun. 
Grankullavik kallades under medeltiden för Örehamn, och är med det detta namn nämnt i Svenskt Diplomatariums huvudkartotek över medeltidsbreven i ett brev skrivet av kung Albrekt av Mecklenburg, daterat  12 juli 1367 i Örehamn (Grankullavik) : 
| ”           | Kung Albrekt anmodar Didrik Viereggede, Nils Kettilsson (Vasa) och Ernst van Dotzem att rasera Kumo slott och uppbygga det på annat ställe, så att invånarna i Satakunda inte betungas, prejudiceras eller skadas. | „ |
| – sdhk_9110 | |   |

Rederiet Destination Gotland drev somrarna 2007 till 2009 en färjelinje mellan Grankullavik och Visby.